# Katholische Universität Lyon
Die Katholische Universität Lyon (frz. Université catholique de Lyon) ist eine Hochschule in Trägerschaft der katholischen Kirche im französischen Lyon.

## Geschichte
Die Universität wurde auf Initiative katholischer Laien 1875 gegründet und im Jahre 1877 eingeweiht. Dies wurde erst möglich durch das Gesetz über die Freiheit der Hochschullehre vom 12. Juli 1875, infolgedessen auch die vier übrigen katholischen Hochschuleinrichtungen Frankreichs geschaffen wurden.
Der traditionelle Campus in der Nähe des Place Bellecour wurde 2005 durch einen weiteren Campus am Place Carnot ergänzt.

## Die Katholische Universität Lyon heute
10.000 Studenten, darunter 2100 Ausländer, besuchen die Universität. Sie gliedert sich in fünf Fakultäten: Rechts-, Wirtschafts- und Sozialwissenschaften, Philosophie und Geisteswissenschaften, Theologie, Literatur und Sprachen, Naturwissenschaften. Dazu kommen sechs spezialisierte Hochschulen (Écoles Supérieures) sowie fünf assoziierte Hochschulen technischer Fachrichtungen, insbesondere Ingenieurschulen (Écoles Professionnelles).